# Reformierte Kirche Sternenberg

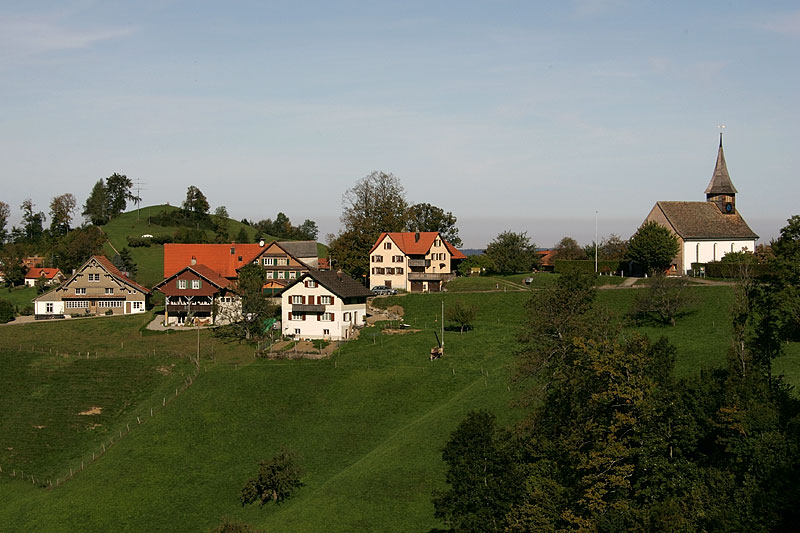
Sternenberg mit Kirche

Die reformierte Kirche Sternenberg ist ein reformiertes Kirchengebäude im Dorf Sternenberg, Schweiz.

## Beschreibung
Die Kirche wurde 1705–1706 im Barockstil errichtet. Sie bildet einen einfachen Rechtecksaal mit Vorzeichen und Dachreiter. 

### Ausstattung
Die Liturgiezone im Innern ist gegenüber dem übrigen Kirchenschiff leicht erhöht. Taufstein und Abendmahlstisch befinden sich in der Mitte und werden links durch die Orgel, rechts durch den Ambo flankiert. In der Kirche stand schon 1811 – für eine zürcherische reformierte Kirche vergleichsweise früh – eine Orgel. 1937 fertigte Orgelbau Kuhn ein pneumatisches Instrument. Dieses wurde im Zuge einer Gesamtsanierung der Kirche 2005/2006 durch eine Digitalorgel ersetzt.

## Glocken
| Nr. | Ton  | Giesser                          | Gussjahr |
| --- | ---- | -------------------------------- | -------- |
| 1   | a1   | Emil Eschmann, Rickenbach b. Wil | 1971     |
| 2   | cis2 | Bachert, Karlsruhe               | 1963     |
| 3   | e2   | Bachert, Karlsruhe               | 1963     |
| 4   | a2   | Emil Eschmann, Rickenbach b. Wil | 1971     |